# Tierra Blanca (Acatepec)
Tierra Blanca es una localidad del estado mexicano de Guerrero. Es parte del municipio de Acatepec.

## Demografía
| Gráfica de evolución demográfica |
|                                  |

| Censo | Población |
| ----- | --------- |
| 1970  | 305       |
| 1980  | 473       |
| 1990  | 549       |
| 2000  | 659       |
| 2010  | 872       |
| 2020  | 1 154     |